# 廉第
廉第（16世紀—1630年代），字杏園，號奎宇，陝西漢中府城固縣人，明朝政治人物。

## 生平
廉第早年出身縣學附學生，以《詩經》中萬曆三十七年（1609年）陝西鄉試第六十三名舉人，三十八年（1610年）會試中式第二百五十四名，聯捷三甲進士，獲授南漳知縣，在當地催科撫字有方。
天啟二年（1626年），廉第改任河間知府，陞四川遵義督糧道副使，六年（1626年）調為驛傳道副使，其後辭官回鄉閉戶著書，崇禎年間曾獲撫按交薦起用，但他已病逝。

## 家族
高祖沁州知州廉傑，曾祖應州知州廉汝為，祖父經歷廉官，父親醫官廉司書，母親馬氏。